# Bischheim, Bas-Rhin
Bischheim là một xã trong tỉnh Bas-Rhin, thuộc vùng Grand Est của nước Pháp, có dân số là 16.763 người (thời điểm 1999).

## Thông tin nhân khẩu
| 1962   | 1968   | 1975   | 1982   | 1990   | 1999   |
| ------ | ------ | ------ | ------ | ------ | ------ |
| 12 355 | 14 383 | 14 985 | 16 215 | 16 308 | 16 763 |